# Fuerte Senneville
El Fuerte Senneville (en francés: Fort Senneville) es una de las fortalezas periféricas de Montreal, en la provincia de Quebec, al este de Canadá, construida por los colonos de la Nueva Francia cerca de los rápidos Sainte-Anne en 1671. La propiedad forma parte de un feudo cedido al Dugué de Boisbriant en 1672 por los Sulpicianos. Un gran molino de piedra, que servía como torre de vigilancia, fue construido en una colina a finales de 1686, con un matacán y otras características típicas de un castillo. El fuerte fue incendiado por los Iroquois en 1691, y solo la planta baja en sí quedó en pie.
El gobernador General Frontenac ordenó la construcción de una segunda, y más imponente fortaleza en 1692. Fue reconstruido en 1702-1703 para proteger el cercano puesto de comercio de pieles. Con amplios cañones y pistolas giratorias de pared, era el "el más importante castillo-fortaleza", cerca de Montreal. Finalmente fue destruido en 1776 por Benedict Arnold, mientras estaba bajo control militar estadounidense, pero las ruinas se han mantenido desde entonces. En 2003, fue clasificado como un sitio histórico